# Micrelenchus caelatus morioria
Micrelenchus caelatus morioria es una subespecie de molusco gasterópodo de la familia Trochidae. 

## Distribución geográfica
Se encuentra en las  Islas Chatham en Nueva Zelanda